# Agnieszka Dygacz
Agnieszka Dygacz (ur. 18 lipca 1985 w Chorzowie) – polska chodziarka, reprezentantka Polski, dwukrotna rekordzistka Polski, sześciokrotna mistrzyni Polski (2008, 2009, 2010, 2011, 2013 i 2014). 

## Kariera
Dwukrotna złota medalistka halowych mistrzostw kraju w chodzie na 3000 metrów (2010 & 2011). Medalistka Pucharu Świata Juniorów (2004), zawodniczka klubu AZS AWF Katowice. Podczas Letnich Igrzysk Olimpijskich 2012 w Londynie zajęła 23. miejsce w chodzie na 20 km. Rok później była 43. na mistrzostwach świata. W roku 2015 otrzymała Nagrodę Prezydenta Miasta Siemianowice Śląskie za wysokie osiągnięcia w chodzie sportowym za rok 2014. Startowała również na Letnich Igrzyskach 2016 w Rio de Janeiro, gdzie nie ukończyła zawodów w chodzie na 20 km

## Rekordy życiowe
- Chód na 20 kilometrów – 1:28:58 (2014) były rekord Polski